# Irit Amiel

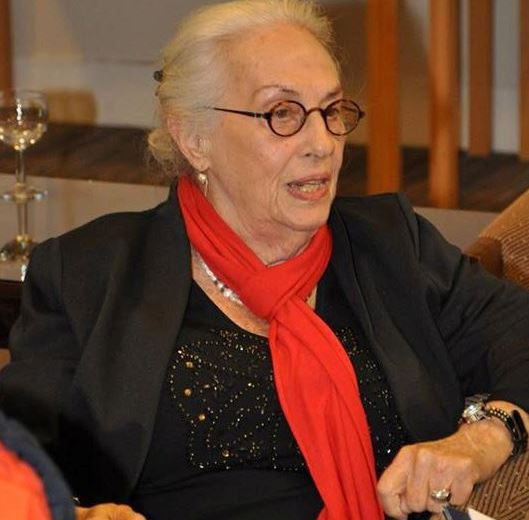
Irit Amiel (2013)

Irit Amiel, gebürtig Irena Librowicz (hebräisch עירית עמיאל; geboren 5. Mai 1931 in Częstochowa; gestorben 16. Februar 2021), war eine polnisch-israelische Dichterin, Schriftstellerin und Übersetzerin, die sowohl auf Polnisch als auch auf Hebräisch schrieb und aus beiden in beide Sprachen übersetzte.

## Leben
Amiel wurde 1931 in einer jüdischen Familie in Częstochowa geboren, wo sie ihre Kindheit verbrachte. 1941 lebte sie im dortigen Ghetto, aus dem sie im September 1942 entkam, während ihre Eltern Leon und Natalia Librowicz 1942 im Vernichtungslager Treblinka ums Leben kamen. Amiel versteckte sich unter Decknamen in Częstochowa, auf dem Land um Częstochowa und anschließend bei der Familie ihres Onkels in Warschau. Nach der Niederschlagung des Warschauer Aufstandes 1944 verweilte sie im Dorf Pocieszna Górka bei Częstochowa und kehrte nach dem Ende des Zweiten Weltkriegs in ihre Geburtsstadt zurück, wo sie zunächst kurz das Gymnasium besuchte, dann jedoch Ende 1945 mithilfe der Organisation Bricha aus Polen emigrierte. Über Flüchtlingslager in Deutschland (Biberach an der Riß), Italien (Turin) und Britisch-Zypern gelangte sie im Dezember 1947 nach Palästina. Sie lebte im Kibbuz Bet HaSchita und ab 1949 im Kibbuz Palmachim. Dort lernte sie Chuzy Amiel kennen, den sie 1953 heiratete. In den folgenden Jahren arbeitete sie als Beamtin und Schmuckverkäuferin.
Ende der 1970er Jahre studierte Amiel Philologie, Geschichte und Literaturgeschichte an der Open University of Israel in Raʿanana. Von 1981 bis 1985 studierte sie Translationswissenschaft am Beit Berl und begann, literarische Texte aus dem Hebräischen ins Polnische und aus dem Polnischen ins Hebräische zu übersetzen.
1994 veröffentlichte Amiel ihren ersten eigenen Gedichtband auf Hebräisch. Im selben Jahr erschien eine polnische Eigenübersetzung.

## Werke
- מבחן בשואה Mivhan be-Sho’ah, 1994
  - Egzamin z Zagłady, 1994 (Eigenübersetzung ins Polnische)
- Nie zdążyłam, 1998
- Osmaleni, 1999 (nominiert für den Nike-Literaturpreis 2000)
  - Tsevurim, 2002 (Eigenübersetzung ins Hebräische)
  - Gezeichnete. Geschichten vom Überleben. Aus dem Hebräischen von Magali Zibaso. Jüdischer Verlag, Berlin 2015, ISBN 978-3-633-54272-7
- Wdychać głęboko, 2002
- Podwójny krajobraz, 2008 (nominiert für den Nike-Literaturpreis 2009)
- Życie – tytuł tymczasowy, 2014
- Spóźniona / Delayed, 2016

## Übersetzungen
- Mieczysław Frenkel: Ha-recach ha-nazi be-Lwow, 1987
- Maria Hochberg–Mariańska, M. Peleg–Mariański: Mi-huts le-h.omot ha.get.o: be-K.rak.ov ha-kevushah, 1987
- L. Rozentsvig: Kinot, 1992
- B. Mendel: Be-darkhe ha-goral, 1993
- Łucja Gliksman: Wczoraj i inne wiersze, 1993
- Abraham Koplowicz: Utwory własne = Mi-shel ’atsmi: shirim shel na’ar mi-get.o Lodz’, 1994
- Dan Pagis: Ostatni, 2004
- Hanoch Levin: Requiem, 2015

## Auszeichnungen
- 2014 Ehrenpreis der Stadt Częstochowa